# Friedrich Buchholz (General)
Heinrich August Friedrich Buchholz (* 29. September 1835 in Hameln; † 13. Februar 1911 in Wiesbaden) war preußischer Generalmajor und Kommandant von Glatz.

## Leben

### Herkunft
Seine Eltern waren der Geheime Admiralitätsrat Georg Heinrich Adolf Buchholz († 1877) und dessen Ehefrau Sophie Luise Mathilde, geborene Kranke († 1846).

### Militärkarriere
Er erhielt seine Schulbildung zunächst auf dem Progymnasium Hameln und dann auf dem Lyzeum in Hannover. Anschließend kam er am 29. März 1855 als Kadett in das 2. Infanterieregiment der Hannoverschen Armee. Am 4. September 1855 wurde Buchholz mit einem Patent vom 13. September 1855 zum Sekondeleutnant befördert und in das 7. Infanterieregiment versetzt. Er stieg am 26. Mai 1858 zum Premierleutnant auf und war 1858/59 zu Ausbildungszwecken an die Militärakademie nach Hannover kommandiert. Vom 1. Oktober 1860 bis zum 30. September 1861 war Buchholz zum Ingenieurkorps und vom 1. August 1862 bis zum 17. Juni 1866 als Lehrer in das Kadettenkorps kommandiert. Während der Mobilmachung zum Krieg gegen Preußen wurde er am 17. Juni 1866 in die Sanitätskompanie versetzt und nahm an der Schlacht bei Langensalza teil. Nach dem verlorenen Krieg wurde das Königreich Hannover von Preußen annektiert und die Armee aufgelöst.
Buchholz wechselte daraufhin am 9. März 1867 in die Preußische Armee, wo er als Premierleutnant mit Patent vom 11. Mai 1862 dem 5. Ostpreußischen Infanterie-Regiment Nr. 41 aggregiert und am 18. Mai 1867 einrangiert wurde. Am 14. Dezember 1868 avancierte er zum Hauptmann und Kompaniechef. Während des Krieges gegen Frankreich kämpfte Buchholz 1870/71 bei Colombey und Noisseville. Ferner nahm er an der Belagerung von Metz und dem Gefecht bei Nouilly teil. Für sein Wirken erhielt er am 5. November 1870 das Eiserne Kreuz II. Klasse.
Nach dem Krieg trat Buchholz Ende April 1877 zum Regimentsstab über und wurde am 16. Juli 1878 zum Major befördert. Am 22. März 1881 erfolgte seine Ernennung zum etatmäßigen Stabsoffizier im 4. Ostpreußischen Grenadier-Regiment Nr. 5 in Danzig und am 16. September 1881 erhielt er das Kommando über das in Kulm stationierte Füsilier-Bataillon. Mit der Beförderung zum Oberstleutnant schloss sich am 4. August 1887 eine Verwendung als etatmäßiger Stabsoffizier im 3. Thüringischen Infanterie-Regiment Nr. 71 in Erfurt an. Unter Stellung à la suite beauftragte man Buchholz am 4. August 1888 zunächst mit der Führung des Regiments. Am 19. September 1888 erfolgte mit der Beförderung zum Oberst seine Ernennung als Regimentskommandeur. In dieser Eigenschaft erhielt er im April 1889 die Erlaubnis zur Annahme des Ehrenkreuzes von Schwarzburg I. Klasse. Unter Stellung à la suite des Regiments wurde Buchholz am 22. März 1891 als Kommandant nach Glatz versetzt. Er erhielt am 16. Mai 1891 den Charakter als Generalmajor und anlässlich des Ordensfestes im Januar 1893 den Kronen-Orden II. Klasse. In Genehmigung seines Abschiedgesuches wurde Buchholz am 18. Oktober 1895 unter Verleihung des Roten Adlerordens II. Klasse mit Pension zur Disposition gestellt. Er verstarb am 13. Februar 1911 in Wiesbaden.

### Familie
Buchholz heiratete am 4. Mai 1869 in Königsberg Helene Burghardt (1843–1922), eine Tochter des Eisenbahningenieurs Hugo Richard Burghardt. Das Paar hatte mehrere Kinder:
- Marie (* 1870)
- Hugo (* 1872), preußischer Major im Infanterie-Regiment „Prinz Friedrich der Niederlande“ (2. Westfälisches) Nr. 15
- Fritz (*/† 1875)
- Theodor (* 1876), preußischer Major im Infanterie-Regiment „von Manstein“ (Schleswigsches) Nr. 84